# Кетрін Райтман
Кетрін Райтман (англ. Catherine Reitman; 28 квітня 1981, Лос-Анджелес, Каліфорнія, США) — американо-канадська акторка, режисерка та письменниця. Найбільш відома як творець, виконавчий продюсер, письменник і виконавиця головної ролі в комедійному серіалі CBC «Мами, що працюють» .

## Ранні роки
Райтман народилася 1981 року в Лос-Анджелесі, Каліфорнія (США), в сім'ї франко-канадської акторки Женев'єв Робер та словацько-канадського режисера Айвана Райтмана. Її батько походив із єврейської сім'ї, а мати звернулася до іудаїзму. У Кетрін є сестра Керолайн та брат Джейсон, який став режисером. Вона відвідувала Cate School і вивчала акторську майстерність в університеті Південної Каліфорнії.

## Кар'єра
У січні 2011 року Райтман запустила YouTube-шоу Breakin' It Down з Кетрін Райтман, яке проіснувало до липня 2013 року.
Райтман знялася в телесеріалі The Real Wedding Crashers, заснованому на популярному фільмі «Непрохані гості». Також знялася у фільмах «Трошки вагітна» (2007) та «Люблю тебе, чувак» (2009). А актори, крім того, були ролі у серіалах «У Філадельфії завжди сонячно», «Як я зустрів вашу маму », «Темніють», «Косяки» та інших.
У 2016 році Райтман разом зі своїм чоловіком заснувала компанію Wolf & Rabbit Entertainment ULC для створення ситкому «Мами, що працюють». Це серіал отримав п'ять номінацій на канадську премію Canadian Screen Awards у 2017 році .

## Особисте життя
Райтман одружена з Філіпом Штернбергом, у шлюбі народилося двоє дітей.

## Фільмографія
| Рік       |    | Українська назва             | Оригінальна назва                 | Роль                             |
| --------- | -- | ---------------------------- | --------------------------------- | -------------------------------- |
| 1988      | ф  | Близнюки                     | Twins                             | онука Ґрейнджер                  |
| 1989      | ф  | Мисливці на привидів 2       | Ghostbusters II                   | дівчинка з цуценям               |
| 1990      | ф  | Дитсадковий поліцейський     | Kindergarten Cop                  | учениця 3 класу                  |
| 1993      | ф  | Дейв                         | Dave                              | дівчинка в Durenberger           |
| 1993      | ф  | Бетховен 2                   | Beethoven's 2nd                   | Джені                            |
| 1996      | ф  | Космічний джем               | Space Jam                         | Нердлак БУПКУС                   |
| 1997      | ф  | День батька                  | Fathers' Day                      | Вікторія                         |
| 2003      | кф |                              | Crushed                           | Сара                             |
| 2003      | с  | Усі жінки — відьми           | Charmed                           | захоплена шанувальниця           |
| 2005      | ф  | Дякую вам за куріння         | Thank You for Smoking             | репортерка №1                    |
| 2005      | с  | Справедлива Емі              | Judging Amy                       | Гайді                            |
| 2005      | с  | Все про нас                  | All of Us                         | учасниця аудиторії №2            |
| 2006      | ф  |                              | Soup of the Day                   | Монік                            |
| 2006      | ф  | Моя суперколишня             | My Super Ex-Girlfriend            | репортерка телевізійних новин    |
| 2006      | с  |                              | Campus Ladies                     | Мері                             |
| 2007      | ф  | Трошки вагітна               | Knocked Up                        | подруга Елісон                   |
| 2008      | с  |                              | Hollywood Residential             | Еббі                             |
| 2008      | с  | Кет і Кім                    | Kath & Kim                        | Петті Петерсон                   |
| 2009      | ф  | Люблю тебе, чувак            | I Love You, Man                   | подруга Зої                      |
| 2009      | ф  |                              | Jesus People: The Movie           | Шона Мебан                       |
| 2009      | ф  | Життя після випускного       | Post Grad                         | Джессіка Бард                    |
| 2009      | с  | Жнець                        | Reaper                            | Меггі                            |
| 2009      | мс |                              | Popzilla                          | різні голоси }                   |
| 2010      | кф |                              | Crazy/Sexy/Awkward                | Ліза                             |
| 2010      | ф  | Як кохатися із жінкою        | How to Make Love to a Woman       | Вані                             |
| 2010      | кф |                              | The D-Monster                     | Клер Файнштейн                   |
| 2010      | с  | Як я зустрів вашу маму       | How I Met Your Mother             | Генрієтта                        |
| 2010      | с  |                              | The Ballad of Mary & Ernie        | дитина                           |
| 2010      | с  | Незвичайна сім’я             | No Ordinary Family                | місіс Сандерсон                  |
| 2010—2016 | с  | У Філадельфії завжди сонячно | It's Always Sunny in Philadelphia | Морін Пандероза                  |
| 2011      | ф  | Друзі по сексу               | Friends with Benefits             | колега по роботі                 |
| 2011      | ф  | Відпусти                     | Let Go                            | нестерпна позерка індустрії      |
| 2012      | ф  | Кухня                        | The Kitchen                       | Пем                              |
| 2012      | с  |                              | Babble-On Begins                  | репортерка телевізійних новин №3 |
| 2012      | с  | Косяки                       | Weeds                             | Джордан                          |
| 2012—2015 | мс | Сім'янин                     | Family Guy                        | Шер-на інвалідному візку         |
| 2014      | с  | Супер веселий вечір          | Super Fun Night                   | Гіларі                           |
| 2014      | с  |                              | Farmed and Dangerous              | Корріна Джеффріс                 |
| 2014      | с  |                              | We Got Next                       | Дженет                           |
| 2014      | с  | Піф-паф комедія              | Comedy Bang! Bang!                | Ліза Верц                        |
| 2014      | с  | Салліван і син               | Sullivan & Son                    | Ейпріл                           |
| 2014      | с  | Невдаха                      | Benched                           | Деббі                            |
| 2015      | ф  | Відстаючі учні               | Slow Learners                     | Джулія                           |
| 2015      | мс | Американський тато!          | American Dad!                     | Ельза, глядачка                  |
| 2015—2020 | с  | Темніють                     | Black-ish                         | Люсі                             |
| 2017—2023 | с  | Працюючі мами                | Workin' Moms                      | Кейт Фостер                      |
| 2020      | с  | Чорна досконалість           | #blackAF                          | Кара                             |